# Florencio Aguilar
Florencio Aguilar Mejía (31 de julio de 1959) es un ex velocista y entrenador panameño.  

## Biografía
Su mejor marca personal es 10,20, establecida en 1982. En los Juegos Olímpicos de Verano de 1984, compitió en la competencia de 200 metros, corriendo 21,50.que compitió en la competencia masculina de 100 metros en los Juegos Olímpicos de Verano de 1992. Logró un 10,89, no suficiente para clasificarse para la siguiente ronda después de las eliminatorias. Después de su retiro comenzó su carrera como entrenador.